# North Nibley
North Nibley is een civil parish in het bestuurlijke gebied Stroud, in het Engelse graafschap Gloucestershire.